# مشروع الجينوم الزهري
مشروع الجينوم الزهري هو مشروع بحثي مشترك بين جامعة ولاية بنسيلفانيا وجامعة فلوريدا وجامعة كورنيل. جاء التمويل الأولي للمشروع من منحة تبلغ قيمتها 7.4 ملايين دولار أمريكي من المؤسسة الوطنية للعلوم. تم تدشين مشروع الجينوم البشري بهدف سد الفجوة الجينومية بين نظم النماذج الزراعية التي خضعت لعدد واسع للغاية من الدراسات. وفقًا للموقع الإلكتروني، تتمثل أهداف المشروع فيما يلي:
| مشروع الجينوم الزهري | The Floral Genome Project will investigate the origin, conservation, and diversification of the genetic architecture of the flower, and develop conceptual and real tools for evolutionary functional genomics in plants. | مشروع الجينوم الزهري |

## وصلات خارجية
- Official Website
- Tuma, Rabiya S. (4 يناير 2002). "Priorities debate blossoms in flower genome project". Checkbiotech.org. مؤرشف من الأصل في 2017-03-20. اطلع عليه بتاريخ 2012-07-10.